# Conduent
Conduent Inc. — компанія, що займається управлінням бізнес-процесів. Створена, як підрозділ компанії Xerox під назвою Xerox Business Services, з початку 2017 року працює як незалежна компанія. Має 93000 співробітників у 40 країнах світу.

## Історія
30 червня 2016 року компанія Xerox оголосила, що її підрозділ Xerox Business Services буде відокремлено у незалежну компанію і наразі визначається ім'я нової юридичної особи. Основним напрямком діяльності новоствореної компанії мав бути той же, що і у колишньої компанії з надання послуг Affiliated Computer Services, яку компанія Xerox придбала у 2010 році.
6 жовтня 2016 року було оголошено, що назва компанії буде Conduent. Назва була «натхненна досвідом компанії в ділових відносинах між клієнтами та їх складовими». У корпоративному блозі директор із маркетингу компанії Джон Кеннеді описав назву компанії, як таку, що «виведена завдяки натхненню з кількох напрямків». Кеннеді зазначив, що при спробах описати, чим займається компанія, згадуються слова передавання, злиття та складова (англ. words like conduit, confluence and constituent come to mind). За його словами було розглянуто більше, ніж 6000 різних назв, перш ніж зупинились на такій, що «є ідеальною для нашої нової компанії з управління бізнес-процесами».
3 січня 2017 року Conduent відбулось формальне заснування компанії після від'єднання від компанії Xerox.
У лютому 2019 року Conduent продала частину своїх контрактів із обслуговування клієнтів компанії Skyview Capital, яка створила новий бізнес під назвою Continuum Global Solutions LLC.
У лютому 2020 року Conduent оголосила про призначення Кліффорда Скелтона на посаду генерального директора. До цього призначення він протягом семи місяців виконував обов'язки в.о. генерального директора. Він продовжить працювати членом ради директорів Conduent.